# Damernas turnering i volleyboll vid medelhavsspelen
Medelhavsspelen har innehållet en turnering i volleyboll för damlandslag sedan 1977. Den hålls, precis som resten av medelhavsspelen, vart fjärde år i juli och organiseras av Comité International de Jeux Mediterraneéns.

## Upplagor
| Upplaga              | Upplaga              | Podium      | Podium      | Podium      |
| Säsong               | Värd                 | Mästare     | Tvåa        | Trea        |
| -------------------- | -------------------- | ----------- | ----------- | ----------- |
| 1975 mer information | Alger                | Jugoslavien | Italien     | Turkiet     |
| 1979 mer information | Split                | Italien     | Jugoslavien | Frankrike   |
| 1983 mer information | Casablanca           | Italien     | Frankrike   | Jugoslavien |
| 1987 mer information | Latakia              | Albanien    | Turkiet     | Italien     |
| 1991 mer information | Aten                 | Italien     | Turkiet     | Grekland    |
| 1993 mer information | Languedoc-Roussillon | Kroatien    | Frankrike   | Turkiet     |
| 1997 mer information | Bari                 | Italien     | Turkiet     | Frankrike   |
| 2001 mer information | Tunis                | Italien     | Turkiet     | Frankrike   |
| 2005 mer information | Almería              | Turkiet     | Grekland    | Italien     |
| 2009 mer information | Pescara              | Italien     | Turkiet     | Kroatien    |
| 2013 mer information | Mersin               | Italien     | Turkiet     | Kroatien    |
| 2018 mer information | Tarragona            | Kroatien    | Grekland    | Turkiet     |
| 2022 mer information | Oran                 | Italien     | Turkiet     | Serbien     |

## Medaljörer
| Pos. | Lag         | Guld | Silver | Brons | Totalt |
| ---- | ----------- | ---- | ------ | ----- | ------ |
| 1    | Italien     | 8    | 1      | 2     | 11     |
| 2    | Kroatien    | 2    | -      | 2     | 4      |
| 3    | Turkiet     | 1    | 7      | 3     | 11     |
| 4    | Jugoslavien | 1    | 1      | 1     | 3      |
| 5    | Albanien    | 1    | -      | -     | 1      |
| 6    | Frankrike   | -    | 2      | 3     | 5      |
| 7    | Grekland    | -    | 2      | 1     | 3      |
| 8    | Serbien     | -    | -      | 1     | 1      |